# Conopophaga
Conopophaga ist eine Gattung von Vögeln aus der Familie der Mückenfresser (Conopophagidae). Sie umfasst zehn der insgesamt zwölf Arten, die zu dieser Familie gezählt werden. Conopophaga-Mückenfresser sind kleine Vögel, die im dichten Unterholz tropischer Wälder leben und auf Nahrungssuche gehen. Alle Arten sind ausschließlich auf dem südamerikanischen Kontinent beheimatet. Keine von ihnen wird als konkret bedroht eingestuft.

## Merkmale

### Körperbau und Aussehen
Conopophaga-Mückenfresser sind kleine Vögel mit kurzem Schwanz und ebenso kurzen, abgerundeten Flügeln und im Verhältnis zur Körpergröße langen Beinen, die in gleichermaßen langen Zehen und Krallen enden. Der Schnabel ist breit und abgeflacht, aber eher kurz und endet in einem sehr kleinen, nach unten gebogenen Haken. Die meisten Arten werden in etwa 10 bis 12 cm groß und erreichen ein Gewicht zwischen 20 und 25 g. Eine Ausnahme stellt der Weißbüschel-Mückenfresser (C. melanogaster) dar, der eine Größe von bis zu 16 cm und ein Gewicht von bis zu 40 g erreichen kann. Hinsichtlich der Gefiederfärbung zeigen alle Vertreter einen deutlich erkennbaren Sexualdimorphismus zwischen den Geschlechtern. Bei beiden Geschlechtern dominieren Braun-, Weiß- und Grautöne die Färbung, vor allem die Weibchen sind insgesamt eher unauffällig gefärbt. Bei Männchen sind außerdem schwarze Farbtöne im Bereich des Kopfes und rotbraune Unterseiten wiederkehrende Merkmale. Fast alle Arten besitzen hinter und über dem Auge ein Büschel verlängerter, weißer oder silbrig-grauer Federn, die jedoch die meiste Zeit nicht sichtbar ist, da sie von den Konturfedern der Haube verdeckt werden. In bestimmten Situationen sind die Vögel jedoch in der Lage, die Federn der Haube ein Stück weit anzuheben und die verlängerten Federn zur Seite und leicht nach oben abzuspreizen. Dieses Merkmal ist bei männlichen Exemplaren oft ausgeprägter, jedoch grundsätzlich auch bei Weibchen vorhanden. Eine weitere Besonderheit der Männchen einiger Vertreter sind leicht modifizierte, äußere Schwungfedern, denen ein Teil der Außenfahne fehlt. Die Spitze ist dafür leicht verbreitert. Beides zusammen erzeugt im Flug ein lautes, surrendes Geräusch.

### Jungvögel
Die Nestlinge der Conopophaga-Mückenfresser sind unmittelbar nach dem Schlüpfen zunächst noch nackt, entwickeln aber nach kurzer Zeit ein weiches Daunenkleid. Diese Daunen werden auch nach dem Flüggewerden noch für einige Zeit getragen, „echte“ Federn und damit die Flugfähigkeit entwickeln sich erst nach ein oder zwei Mauservorgängen. Wiederkehrende Merkmale bei Jungvögeln der Gattung sind schokoladen- bis schwarz-braune Daunen an Brust und Rücken sowie oft auch an den Seiten. Der Bauch ist meist in dunklen, verwaschenen Weißtönen gefärbt. Oft zeigt sich am ganzen Körper eine mehr oder weniger ausgeprägte, dunkle Musterung, die in der Regel im Bereich der Haube am feinsten und dichtesten ist. An den Spitzen der Arm- und Handdecken finden sich auffällige Markierungen in Gelb- bis Haselnussbraun, das sich stark von den umgebenden Farben abhebt. Bei mehreren Arten ist der Bereich um die Augen noch unbefiedert, die Haut in blassen Orange- oder Pinktönen gefärbt. Die Schnäbel sind proportional kürzer und blasser gefärbt als bei den Adulten. Die Geschlechter sind in dieser Phase noch nicht zu unterscheiden.

## Habitat und Lebensweise
Bei den Conopophaga-Mückenfressern handelt es sich generell um Bewohner humider, tropischer Wälder, die zumeist Gebiete mit dichtem bis sehr dichtem Unterholz benötigen. Hierbei kann es sich auch um Sekundärwald handeln, solange dieser hochgewachsen genug und nicht zu sehr fragmentiert ist. Die in Amazonien heimischen Vertreter bevorzugen die dortigen Terra-firme-Wälder, die ganzjährig nicht überflutet werden. Darüber hinaus kommen einige wenige Arten auch mit trockeneren Waldformen, wie den brejos genannten, fruchtbaren Vegetationsinseln in der ansonsten halbwüstenartigen Sertão-Region des brasilianischen Binnenlandes oder manchen Galeriewäldern entlang von Flüssen zurecht. Die Lebensweise vieler Vertreter ist eher unvollständig erforscht. Bekannt ist, dass es sich um paarbildende Vögel handelt, die offenbar über längere Zeiträume monogam bleiben, Schwärme mit Vertretern der eigenen oder andere Arten bilden sie hingegen nicht. Eine Studie an Rotscheitel-Mückenfressern (C. melanops) im Süden Brasiliens ergab eine dortige Populationsdichte von etwa 34 Paaren je 100 ha Fläche. Die auffälligen, aufstellbaren Federn an der Seite des Kopfes werden bei Zurschaustellungen während der Balz und Territorialkonflikten eingesetzt. Menschen gegenüber sind sie in der Regel nicht besonders schüchtern, im Gegenteil lassen sie – so sie denn überhaupt auszumachen sind – Annäherungen bis auf recht kurze Distanzen zu. Generell lässt sich die Präsenz von Conopophaga-Mückenfressern oft deutlich leichter akustisch als visuell bestätigen. Alle Arten verfügen neben dem eigentlichen Gesang zumindest über zwei bis drei einsilbige Kontakt- und Alarmrufe, die oft an ein harsches, staccato-artig vorgetragenes Schnattern erinnern. Obwohl alle Rufe und Gesänge von beiden Geschlechtern genutzt werden können, singen außerhalb der Brutzeit normalerweise nur die Männchen. Die Vögel leben dicht am Boden im Unterholz, nutzen den eigentlichen Erdboden aber nur bei der Nahrungssuche. Als Ruheplatz dienen stattdessen oft verhältnismäßig exponierte, horizontal wachsende Äste und Zweige. Die Beute, bei der es sich fast ausschließlich um verschiedenste Gliederfüßer bis zu einer Größe von etwa 5 mm handelt, wird häufig in der zu Boden gefallenen, toten Vegetation gesucht. Nur in Einzelfällen wurde bislang über den Verzehr von Beeren oder kleinen Wirbeltieren wie Fröschen berichtet. Bei der Jagd lauern die Mückenfresser teils mehrere Minuten an einer Sitzwarte etwa einen Meter über dem Boden und lassen sich dann mit einer schnellen Bewegung auf diese herabfallen. Ist dieser Versuch nicht sofort erfolgreich, wird das Beutetier hüpfend und springend verfolgt. Alternativ werden Insekten und Spinnen mit dem Schnabel von der umgebenden Vegetation gepickt. Seltener wird fliegende Beute auch nach kurzen, aufwärtsgerichteten Flügen gefangen. In den seltenen Fällen, in denen größere Beutetiere geschlagen werden, werden diese vor dem Verzehr mit dem Schnabel gegen einen Stamm oder Ast geschlagen, bis sie sich nicht mehr wehren und anschließend im Ganzen geschluckt werden können. Bei allen Jagdmethoden nutzen die Vögel ausschließlich ihre Schnäbel zur Jagd, mit den Füßen behelfen sie sich nicht. Die Brutbiologie vieler Conopophaga-Arten ist bislang nur unvollständig erforscht. Soweit bekannt beteiligen sich jedoch beide Geschlechter gleichermaßen am Nestbau und der Aufzucht der Jungen. Im Falle des Schwarzwangen-Mückenfressers scheint der Nestbau allerdings allein dem Männchen zu obliegen, während das Weibchen sich an den anderen Aspekten des Brutgeschäfts gleichermaßen beteiligt. Die Nester bestehen aus einer unordentlich wirkenden Masse von Zweigen, großen Blättern und dunklen Wurzelfasern, die in den meisten Fällen in bis zu einem Meter Höhe zwischen kleinen Stämmen und Ästen arrangiert werden. Auf diesem Untergrund wird eine deutlich filigranere, tassenförmige Konstruktion aus feinen Wurzelfasern errichtet, in die schließlich die Eier gelegt werden. Die übliche Gelegegröße scheint bei zwei Eiern zu liegen. Diese sind meist in blassen Braun-, Gelb- oder Cremetönen gefärbt und zeigen eine Reihe dunklerer Flecken und Tupfer. Die Inkubationszeit ist nicht genau dokumentiert, lag jedoch bei einem über einen längeren Zeitraum beobachteten Nest bei mehr als 12 Tagen. Nach circa weiteren zwei Wochen verlassen die Jungvögel erstmals das Nest. Die Pflege durch die Altvögel wird jedoch auch nach dem Flüggewerden noch einige Wochen fortgesetzt. Um den Nistplatz vor Prädatoren zu schützen, verlassen sich die Vögel auf die gute Tarnung der Nester und verbleiben bei Bedrohungen zunächst bewegungslos am Nest. Erst wenn sich ein potenzieller Nesträuber bis auf wenige Zentimeter nähert, fliegen die brütenden Mückenfresser auf und versuchen, den Angreifer durch das hektische Vortäuschen eines gebrochenen Flügels vom Nistplatz abzulenken.

## Verbreitung und Gefährdung
Die Gattung Conopophaga ist endemisch auf dem südamerikanischen Kontinent verbreitet. Die größte Artenvielfalt findet sich in den tropischen Regenwäldern Amazoniens, wo teils auch mehrere Arten sympatrisch vorkommen. Darüber hinaus gelten die Mata Atlântica im Südosten Brasiliens sowie die Zentral- und Ostkordillere der Anden im Westen und Norden Südamerikas als zentrale Verbreitungsgebiete der Gattung. Mit Stand 2021 stuft die IUCN keine der neun Arten als konkret bedroht ein. Die Organisation führt alle Vertreter auf der niedrigsten Gefährdungsstufe least concern („nicht gefährdet“). Auch wenn kaum konkrete Bestandsschätzungen zu einzelnen Arten vorliegen, scheint sich der Großteil der Populationen jedoch stabil zu entwickeln.

## Systematik
Die Erstbeschreibung der Gattung stammt aus dem Jahr 1816 und geht auf den französischen Naturforscher Louis Pierre Vieillot zurück, der sie als Teil seines Werkes Analyse d'une nouvelle ornithologie élémentaire veröffentlichte. Der Name Conopophaga stammt aus dem Griechischen und setzt sich aus den beiden Begriffen konops für „Stechmücke“ und phagein für „essen“ zusammen. Im Jahr 1840 bestimmte George Robert Gray nachträglich den Rostbrust-Mückenfresser (Conopophaga aurita) zur Typusart der Gattung. Conopophaga gehört taxonomisch zur Familie der Mückenfresser (Conopophagidae) und damit zur neuweltlich verbreiteten Gruppe der Tracheophonen Schreivögel. In traditionellen Systematiken wurde neben Conopophaga noch die kleine Gattung Corythopis in die Familie gestellt, die heute allerdings zu den Tyrannen (Tyrannidae) gerechnet wird. In Folge dieser Änderung galt die Familie Conopophagidae lange Zeit als monotypisch, mit Conopophaga als einziger Gattung. Moderne phylogenetische Untersuchungen anhand von mitochondrialer DNA ergaben jedoch, dass die bisher zu den Ameisenpittas (Grallariidae) gestellte Gattung Pittasoma sehr wahrscheinlich das Schwestertaxon von Conopophaga darstellen müsse. Infolgedessen wurde Pittasoma zu Conopophaga in die Familie der Mückenfresser transferiert. Traditionell acht Arten umfassend, werden nunmehr infolge der Abspaltung des Cearamückenfressers (C. cearae) vom Rotkehl-Mückenfresser (C. lineata) im Jahr 2015 sowie der Abspaltung des Schwarzbrust-Mückenfressers (C. snethlageae) vom Rostbrust-Mückenfresser im Jahr 2022 zehn Arten innerhalb der Gattung unterschieden:
| Bild | Name                                | Wissenschaftlicher Name                            | Bedrohungsstatus | Verbreitungsgebiet |
| ---- | ----------------------------------- | -------------------------------------------------- | ---------------- | ------------------ |
|      | Cearamückenfresser                  | Conopophaga cearae Cory, 1916                      | nicht gefährdet  |                    |
|      | Graurücken-Mückenfresser            | Conopophaga peruviana Des Murs, 1856               | nicht gefährdet  |                    |
|      | Olivgrauer Mückenfresser            | Conopophaga ardesiaca d’Orbigny & Lafresnaye, 1837 | nicht gefährdet  |                    |
|      | Östlicher Schwarzkopf-Mückenfresser | Conopophaga roberti Hellmayr, 1905                 | nicht gefährdet  |                    |
|      | Rostbrust-Mückenfresser             | Conopophaga aurita (Gmelin, JF, 1789)              | nicht gefährdet  |                    |
|      | Roststirn-Mückenfresser             | Conopophaga castaneiceps Sclater, PL, 1857         | nicht gefährdet  |                    |
|      | Rotkehl-Mückenfresser               | Conopophaga lineata (zu Wied, 1831)                | nicht gefährdet  |                    |
|      | Schwarzbrust-Mückenfresser          | Conopophaga snethlageae (von Berlepsch, 1912)      | nicht gefährdet  |                    |
|      | Rotscheitel-Mückenfresser           | Conopophaga melanops (Vieillot, 1818)              | nicht gefährdet  |                    |
|      | Weißbüschel-Mückenfresser           | Conopophaga melanogaster Ménétries, 1835           | nicht gefährdet  |                    |

Das folgende Kladogramm stellt die Verwandtschaftsverhältnisse innerhalb der Familie Conopophagidae gemäß Batalha-Filho et al. (2014) dar. Der Schwarzbrust-Mückenfresser ist hier noch nicht erfasst:
|  | Cearamückenfresser (C. cearae)          |
|  |                                         |
|  | Graurücken-Mückenfresser (C. peruviana) |
|  |                                         |

|  | Östlicher Schwarzkopf-Mückenfresser (C. roberti) |
|  |                                                  |
|  | Rotkehl-Mückenfresser (C. lineata)               |
|  |                                                  |

|  | Olivgrauer Mückenfresser (C. ardesiaca)   |
|  |                                           |
|  | Roststirn-Mückenfresser (C. castaneiceps) |
|  |                                           |

|  | Cearamückenfresser (C. cearae)          |
|  |                                         |
|  | Graurücken-Mückenfresser (C. peruviana) |
|  |                                         |

|  | Östlicher Schwarzkopf-Mückenfresser (C. roberti) |
|  |                                                  |
|  | Rotkehl-Mückenfresser (C. lineata)               |
|  |                                                  |

|  | Olivgrauer Mückenfresser (C. ardesiaca)   |
|  |                                           |
|  | Roststirn-Mückenfresser (C. castaneiceps) |
|  |                                           |

|  | Cearamückenfresser (C. cearae)          |
|  |                                         |
|  | Graurücken-Mückenfresser (C. peruviana) |
|  |                                         |

|  | Östlicher Schwarzkopf-Mückenfresser (C. roberti) |
|  |                                                  |
|  | Rotkehl-Mückenfresser (C. lineata)               |
|  |                                                  |

|  | Olivgrauer Mückenfresser (C. ardesiaca)   |
|  |                                           |
|  | Roststirn-Mückenfresser (C. castaneiceps) |
|  |                                           |

|  | Cearamückenfresser (C. cearae)          |
|  |                                         |
|  | Graurücken-Mückenfresser (C. peruviana) |
|  |                                         |

|  | Östlicher Schwarzkopf-Mückenfresser (C. roberti) |
|  |                                                  |
|  | Rotkehl-Mückenfresser (C. lineata)               |
|  |                                                  |

|  | Olivgrauer Mückenfresser (C. ardesiaca)   |
|  |                                           |
|  | Roststirn-Mückenfresser (C. castaneiceps) |
|  |                                           |

|  | Cearamückenfresser (C. cearae)          |
|  |                                         |
|  | Graurücken-Mückenfresser (C. peruviana) |
|  |                                         |

|  | Östlicher Schwarzkopf-Mückenfresser (C. roberti) |
|  |                                                  |
|  | Rotkehl-Mückenfresser (C. lineata)               |
|  |                                                  |

|  | Olivgrauer Mückenfresser (C. ardesiaca)   |
|  |                                           |
|  | Roststirn-Mückenfresser (C. castaneiceps) |
|  |                                           |

|  | Cearamückenfresser (C. cearae)          |
|  |                                         |
|  | Graurücken-Mückenfresser (C. peruviana) |
|  |                                         |

|  | Östlicher Schwarzkopf-Mückenfresser (C. roberti) |
|  |                                                  |
|  | Rotkehl-Mückenfresser (C. lineata)               |
|  |                                                  |

|  | Olivgrauer Mückenfresser (C. ardesiaca)   |
|  |                                           |
|  | Roststirn-Mückenfresser (C. castaneiceps) |
|  |                                           |

|  | Cearamückenfresser (C. cearae)          |
|  |                                         |
|  | Graurücken-Mückenfresser (C. peruviana) |
|  |                                         |

|  | Östlicher Schwarzkopf-Mückenfresser (C. roberti) |
|  |                                                  |
|  | Rotkehl-Mückenfresser (C. lineata)               |
|  |                                                  |

|  | Olivgrauer Mückenfresser (C. ardesiaca)   |
|  |                                           |
|  | Roststirn-Mückenfresser (C. castaneiceps) |
|  |                                           |

|  | Cearamückenfresser (C. cearae)          |
|  |                                         |
|  | Graurücken-Mückenfresser (C. peruviana) |
|  |                                         |

|  | Östlicher Schwarzkopf-Mückenfresser (C. roberti) |
|  |                                                  |
|  | Rotkehl-Mückenfresser (C. lineata)               |
|  |                                                  |

|  | Olivgrauer Mückenfresser (C. ardesiaca)   |
|  |                                           |
|  | Roststirn-Mückenfresser (C. castaneiceps) |
|  |                                           |

|  | Cearamückenfresser (C. cearae)          |
|  |                                         |
|  | Graurücken-Mückenfresser (C. peruviana) |
|  |                                         |

|  | Östlicher Schwarzkopf-Mückenfresser (C. roberti) |
|  |                                                  |
|  | Rotkehl-Mückenfresser (C. lineata)               |
|  |                                                  |

|  | Olivgrauer Mückenfresser (C. ardesiaca)   |
|  |                                           |
|  | Roststirn-Mückenfresser (C. castaneiceps) |
|  |                                           |

|  | Cearamückenfresser (C. cearae)          |
|  |                                         |
|  | Graurücken-Mückenfresser (C. peruviana) |
|  |                                         |

|  | Östlicher Schwarzkopf-Mückenfresser (C. roberti) |
|  |                                                  |
|  | Rotkehl-Mückenfresser (C. lineata)               |
|  |                                                  |

|  | Olivgrauer Mückenfresser (C. ardesiaca)   |
|  |                                           |
|  | Roststirn-Mückenfresser (C. castaneiceps) |
|  |                                           |

|  | Cearamückenfresser (C. cearae)          |
|  |                                         |
|  | Graurücken-Mückenfresser (C. peruviana) |
|  |                                         |

|  | Östlicher Schwarzkopf-Mückenfresser (C. roberti) |
|  |                                                  |
|  | Rotkehl-Mückenfresser (C. lineata)               |
|  |                                                  |

|  | Olivgrauer Mückenfresser (C. ardesiaca)   |
|  |                                           |
|  | Roststirn-Mückenfresser (C. castaneiceps) |
|  |                                           |

|  | Cearamückenfresser (C. cearae)          |
|  |                                         |
|  | Graurücken-Mückenfresser (C. peruviana) |
|  |                                         |

|  | Östlicher Schwarzkopf-Mückenfresser (C. roberti) |
|  |                                                  |
|  | Rotkehl-Mückenfresser (C. lineata)               |
|  |                                                  |

|  | Olivgrauer Mückenfresser (C. ardesiaca)   |
|  |                                           |
|  | Roststirn-Mückenfresser (C. castaneiceps) |
|  |                                           |

|  | Cearamückenfresser (C. cearae)          |
|  |                                         |
|  | Graurücken-Mückenfresser (C. peruviana) |
|  |                                         |

|  | Östlicher Schwarzkopf-Mückenfresser (C. roberti) |
|  |                                                  |
|  | Rotkehl-Mückenfresser (C. lineata)               |
|  |                                                  |

|  | Olivgrauer Mückenfresser (C. ardesiaca)   |
|  |                                           |
|  | Roststirn-Mückenfresser (C. castaneiceps) |
|  |                                           |

|  | Cearamückenfresser (C. cearae)          |
|  |                                         |
|  | Graurücken-Mückenfresser (C. peruviana) |
|  |                                         |

|  | Östlicher Schwarzkopf-Mückenfresser (C. roberti) |
|  |                                                  |
|  | Rotkehl-Mückenfresser (C. lineata)               |
|  |                                                  |

|  | Olivgrauer Mückenfresser (C. ardesiaca)   |
|  |                                           |
|  | Roststirn-Mückenfresser (C. castaneiceps) |
|  |                                           |

|  | Cearamückenfresser (C. cearae)          |
|  |                                         |
|  | Graurücken-Mückenfresser (C. peruviana) |
|  |                                         |

|  | Östlicher Schwarzkopf-Mückenfresser (C. roberti) |
|  |                                                  |
|  | Rotkehl-Mückenfresser (C. lineata)               |
|  |                                                  |

|  | Olivgrauer Mückenfresser (C. ardesiaca)   |
|  |                                           |
|  | Roststirn-Mückenfresser (C. castaneiceps) |
|  |                                           |

|  | Cearamückenfresser (C. cearae)          |
|  |                                         |
|  | Graurücken-Mückenfresser (C. peruviana) |
|  |                                         |

|  | Östlicher Schwarzkopf-Mückenfresser (C. roberti) |
|  |                                                  |
|  | Rotkehl-Mückenfresser (C. lineata)               |
|  |                                                  |

|  | Olivgrauer Mückenfresser (C. ardesiaca)   |
|  |                                           |
|  | Roststirn-Mückenfresser (C. castaneiceps) |
|  |                                           |